# Birmingham Indoor Grand Prix

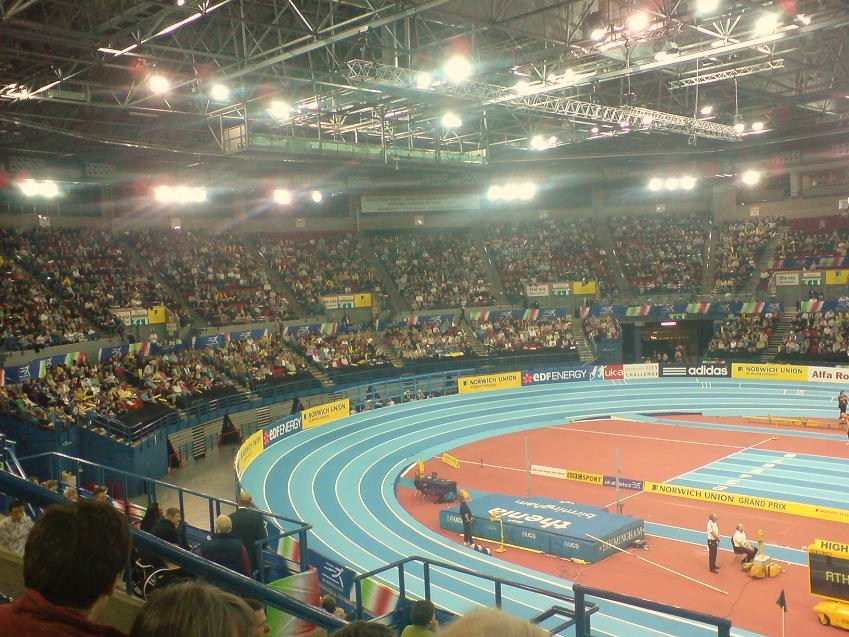
A Arena Nacional de Birmingham

O Birmingham Indoor Grand Prix é um meeting de atletismo indoor que se desenrola todos os anos em Birmingham, Inglaterra, desde 1992. Faz parte atualmente da IAAF Indoor Permit Meetings e é sediado no Barclaycard Arena, em regra acontece sempre em meados de fevereiro.